# Aeropuerto de Ulsan
El Aeropuerto de Ulsan (en coreano: 울산공항) (IATA: USN, ICAO: RKPU) es el nombre que recibe un aeropuerto en Ulsan, una localidad al sureste del país asiático de Corea del Sur. En 2011, 587.834 pasajeros utilizaron el aeropuerto. 
Dos aerolíneas Asiana Airlines y Korean Air tiene vuelos regulares a Seúl-Gimpo, y Korean Air además ofrece vuelos a Jeju. Su terminal de pasajeros tiene 8.651 metros cuadrados, su pista principal designada 18/36 tiene una dimensiones 2000 m de largo x 45 m de ancho.